# Neige
Stéphane Paut (Bagnols-sur-Cèze, Languedoc-Rosellón; 16 de abril de 1985), más conocido bajo el alias de Neige, es un compositor, cantante y músico multinstrumentista francés. Es el creador y líder de las bandas Alcest y Amesoeurs y exintegrante de Peste Noire.
Ha colaborado como baterista, guitarrista y cantante en varias bandas y es un músico de culto en el mundo del black metal.

## Carrera
Empezó a ganar popularidad a principios de la década de 2000 como baterista y guitarrista (en conciertos) de Peste Noire y por estar envuelto en el grupo Mortifera, con el cual sacó el álbum Vastiia Tenebrd Mortifera (2004) en el que escribió dos canciones. En paralelo, comenzó a crear sus propios proyectos, Alcest y Amesoeurs, este último lo disolvió en 2009.
Su mayor actividad se encuentra en la banda Alcest, con la que ganó fama por el álbum Souvenirs d'un autre monde (2007), donde mezcló elementos del shoegazing con influencias del black metal. También ha colaborado en numerosos proyectos (como ser el bajista y vocalista invitado en vivo de la banda Les Discrets).

## Discografía
Con Alcest:
- Tristesse Hivernale (Demo, 2001)
- Le Secret (EP, 2005)
- Souvenirs d'un autre monde (Álbum, 2007) - Prophecy Productions -
- Écailles de Lune (Álbum, 2010) - Prophecy Productions -
- Les Voyages de L'Âme (Álbum, 2012) -Prophecy Productions-
- Shelter (Álbum, 2014) -Prophecy Productions-
- Kodama (Álbum, 2016) -Prophecy Productions-
- Spiritual Instinct (Álbum, 2019) -Nuclear Blast Records-

Con Amesoeurs:
- Ruines Humaines (EP, 2006)
- Amesoeurs (Álbum, 2009)

Con Glaciation:
- 1994 (EP, 2012)

Con Mortifera:
- Complainte d'une Agonie Celeste (EP, 2003)
- Vastiia Tenebrd Mortifera (2004) Escritor de "Ciel Brouillé" y "Le Revenant"

Con Peste Noire':'
- Batería en Aryan Supremacy (Demo, 2001)
- Batería en Macabre Transcendance... (demo, 2002)
- Batería en Phalènes et Pestilence – Salvatrice Averse (demo, 2003)
- Batería y Bajo en Phalènes et Pestilence (demo, 2005)
- Vocales, bajo, batería y órgano en La Sanie des siècles – Panégyrique de la dégénérescence (álbum, 2006)
- Vocales y guitarra rítmica en Folkfuck Folie (álbum, 2007)

Con Phest:
- Guitarra en L'Immobile (2003)
- Guitarra en Harmonia (2004)

Con Lantlôs:
- Vocales en Neon (2010)
- Vocales en Agape (2011)

Con Old Silver Key:
- Vocales en Tales of Wanderings (2011)

Como Invitado:
- Vocalista Invitado en el álbum Sunbather de Deafheaven (2013)
- Guitarrista en vivo de Empyrium